# Francisco Moreno Gómez
Francisco Moreno Gómez (Villanueva de Córdoba, 1946) és un historiador i catedràtic espanyol.

## Biografia
Doctor en Filosofia i Lletres (Literatura Hispànica) per la Universitat Complutense de Madrid, Catedràtic d'Institut. Va formar part del petit grup de joves historiadors que al començament dels anys 80’s es van llançar al nou projecte de les llavors inexistents monografies territorials de la guerra civil, és a dir, estudis provincials i, a vegades, regionals. Francisco Moreno, deixeble de Manuel Tuñón de Lara, es va especialitzar primerament en el tema de la Guerra civil espanyola en la província de Còrdova (Espanya), així com en el període de la Segona República Espanyola i la primera etapa de la dictadura franquista en aquesta zona. La seva primera etapa va comprendre l'anomenada “Trilogía de Córdoba”. Després, part dels seus estudis s'han estès a l'àmbit nacional. Se l'ha considerat como un dels historiadors de la repressió franquista,tant a Còrdova,com a la resta del país.>Es va donar a conèixer al febrer de 1982 amb l'obtenció del Premi “Díaz del Moral” de l'Ajuntament de Còrdova sobre història social d'Andalusia, sent president del jurat Manuel Tuñón de Lara.
Va ser soci fundador de la Societat d'Estudis de la Guerra Civil i del Franquisme (SEGUEF) a la fi de 1985, la directiva del qual la componien: Alberto Reig Tapia, Antonio María Calero i Francisco Moreno, sota presidència del catedràtic Julio Aróstegui. Aquesta Associació va ser la impulsora del nou Congrés de Salamanca (“Història i memòria de la guerra civil”), els dies 24-27 de setembre de 1986, cinquantenari de la guerra civil espanyola.
També en 1985 es va fer soci del Centre d'Estudis Històrics de la Maçoneria Espanyola (CEHME), sota la presidència del catedràtic José Antonio Ferrer Benimeli, fruit de la qual cosa va ser una obra de Francisco Moreno i Juan Ortiz sobre la maçoneria a Còrdova. En 1988-1989 va ser parlamentari en el Congrés dels Diputats per la coalició Esquerra Unida (Espanya).
L'agost de 1992 va ser convidat, amb motiu del V Centenari, a la Universitat Autònoma de Nuevo León (Monterrey, Mèxic) a les Jornades sobre la “Trobada de dues Cultures”, on va parlar sobre el poeta “Pedro Garfias i Mèxic”, visita que va aprofitar per a aconseguir més documentació sobre el poeta exiliat espanyol, homenatjar la seva tomba i reunir-se amb el mestre exiliat espanyol Alfredo Gracia Vicente, que li va donar part del seu arxiu sobre Pedro Garfias. Aquest material va ajudar la seva tesi doctoral, llegida al maig de 1994 en la Universitat Complutense de Madrid, qualificada “cum laude”. la fi de la dècada dels anys 90, Francisco Moreno es va sumar com a soci a l'Associació memorialista “Archivo, Guerra y Exilio” (AGE), dirigida per Dolores Cabra,amb la principal tasca de recuperar la història i memòria de la guerrilla antifranquista, des d'on es van dur a terme importants esdeveniments de reconeixement dels últims supervivents “de la muntanya”. En aquest context va aparèixer en 2001 la seva extensa obra “La resistencia armada contra Franco”, referent a tot el centre d'Espanya, des de la Serra de Guadarrama fins a la del nord de Sevilla, amb pròleg de Paul Preston.
En la cruïlla dels segles XX-XXI, Francisco Moreno va participar en dues obres conjuntes importants: “Víctimas de la guerra civil” (1999), amb Santos Juliá com a coordinador;i a “Morir, matar, sobrevivir” (2002), amb Julián Casanova com a coordinador.
El començament del segle xxi, quant a la guerra civil espanyola, es va veure esperonat per un gran moviment memorialista (Associacions i Fòrums), que desembocaria en la trucada “Llei de Memòria Històrica d'Espanya” (Llei 52/2007). Abans, en 2005, per iniciativa del Rectorat i del Govern socialista de José Luis Rodríguez Zapatero, es va crear en la Universitat Complutense de Madrid la Càtedra Extraordinària “Memòria Històrica del segle XX”, dirigida per Julio Aróstegui (Més tard, Mirta Núñez), i amb una dotzena d'historiadors com a “Comitè Assessor”, entre ells Francisco Moreno. En aquest context va sorgir la seva obra “Historia y memoria del maquis” (2006), sobre el capità “Veneno”, “últim guerriller de La Manxa”, amb un “Pórtico” de Julio Aróstegui.
La Càtedra de Memòria Històrica va organitzar en la tardor de 2006, sota la coordinació de Julio Aróstegui i Jorge Marco, un “Congrés sobre la resistència antifranquista”, les Actes de la qual es van publicar en 2008, incloent una ponència de Francisco Moreno sobre el fenomen del maquis a tot Espanya.
La Càtedra de Memòria Històrica va donar nou impuls a la revista virtual “Hispania Nova”, en el núm. de la qual 1 Extraordinari de 2015, coordinat per Ángel Viñas, es va publicar una ponència de Francisco Moreno amb un nou enfocament sobre la criminalitat franquista.
Ha impartit nombroses conferències, des d'Oviedo, Santander, Barcelona, Elx, etc., fins a Madrid, Segòvia, Córdoba, Sevilla, San Roque, Andújar, Pozoblanco, Palma del Río, Posades, Alcalá del Río, Pedrera, etc., i ha participat en Jornades i Congressos, com el ja citat de Salamanca (1986) o el Congrés Internacional 80 Aniversari de la Guerra Civil Espanyola (2016) a Tarragona, coordinat per Alberto Reig Tapia i Josep Sánchez Cervelló, a més de Cursos d'Estiu del Escorial, de la UCM, com el de primers de juliol de 2002, “L'Espanya dels anys 40”, coordinat per Paul Preston. O també les Jornades "Memòria i oblit..." a Lucena (Còrdova), el gener de 2003, coordinades per Arcàngel Bedmar, amb Paul Preston, Francisco Moreno Gómez, Francisco Espinosa Maestre i altres.
En el nou clima interpretatiu de la repressió franquista arran del “Acte del Jutge Baltasar Garzón” (16-10-2008) imputant al franquisme crims internacionals, i arran de la presència a Espanya d'un Grup de Treball de l'ONU sobre les “Desaparicions Forçades” (setembre de 2013), així com l'enviament a Espanya d'un Relator Especial del Consell dels Drets Humans de l'ONU, a la fi de gener de 2014, sobre la “Promoció de la veritat…”, Francisco Moreno va elaborar l'extensa “Tetralogía de la Guerra”: “El genocidio franquista en Córdoba” (2008), “Trincheras de la República” (2013), “La victoria sangrienta” (2014) i “Los desaparecidos de Franco” (2016).
A finals de maig de 2014, amb motiu de la presentació a Villanueva de Córdoba del seu llibre “La victoria sangrienta”, va confeccionar i va inaugurar una Exposició de fotos inèdites de la guerra civil, de l'àlbum particular del brigadista italià Aldo Morandi, donat pel seu marmessor Pietro Ramella.
Francisco Moreno ha col·laborat amb el Fòrum per la Memòria de Còrdova i amb l'Associació memorialista “Dejadnos llorar”, de la qual és president d'honor.

## Obres
- 1982. La República y la guerra civil en Córdoba. Ayuntamiento de Córdoba. ISBN 8450081033
- 1985. La masonería en Córdoba. Albolafia. ISBN 84-86137-08-X
- 1985. La Guerra Civil en Córdoba, 1936-1939. Alpuerto. ISBN 84-381-0091-0
- 1987. Córdoba en la posguerra (la represión y la guerrilla, 1939-1950). Francisco Baena Ed. ISBN 8486137136
- 1995. La última Utopía: apuntes para la historia del PCE andaluz, 1920-1936. Comité Provincial del PCA en Córdoba. ISBN 8460545458.
- 1997. Generación del 27. McGraw-Hill/Interamericana de España. ISBN 84-481-0994-5
- 1999. "Victimas de la guerra civil". Obra conjunta (coord. Santos Juliá), Temas de Hoy, Madrid. ISBN 9788484603337
- 2001. La resistencia armada contra Franco. Critica: Barcelona. ISBN 84-8432-209-2
- 2002. " Morir, matar, sobrevivir...". Obra conjunta (coord. Julián Casanova). Critica, Barcelona. ISBN 8484323218
- 2002. Pedro Garfias, poeta del exilio español en Méjico. Asociación Cultural de Amistad Hispano-Mexicana, Madrid.
- 2006. Historia y memoria del maquis: El cordobés "Veneno", último guerrillero de La Mancha. Ed. Alpuerto. ISBN 84-381-0418-5
- 2008. 1936: El genocidio franquista en Córdoba. Colección Contrastes. ISBN 978-84-7423-686-6
- 2013. Trincheras de la República, 1937-1939. El Páramo. ISBN 9788492904495
- 2014. La victoria sangrienta, 1939-1945. Ed. Alpuerto. ISBN 9788438104811
- 2016. Los desaparecidos de Franco. Alpuerto. Madrid. ISBN 978-84-381-0499-6.